# 長篠城

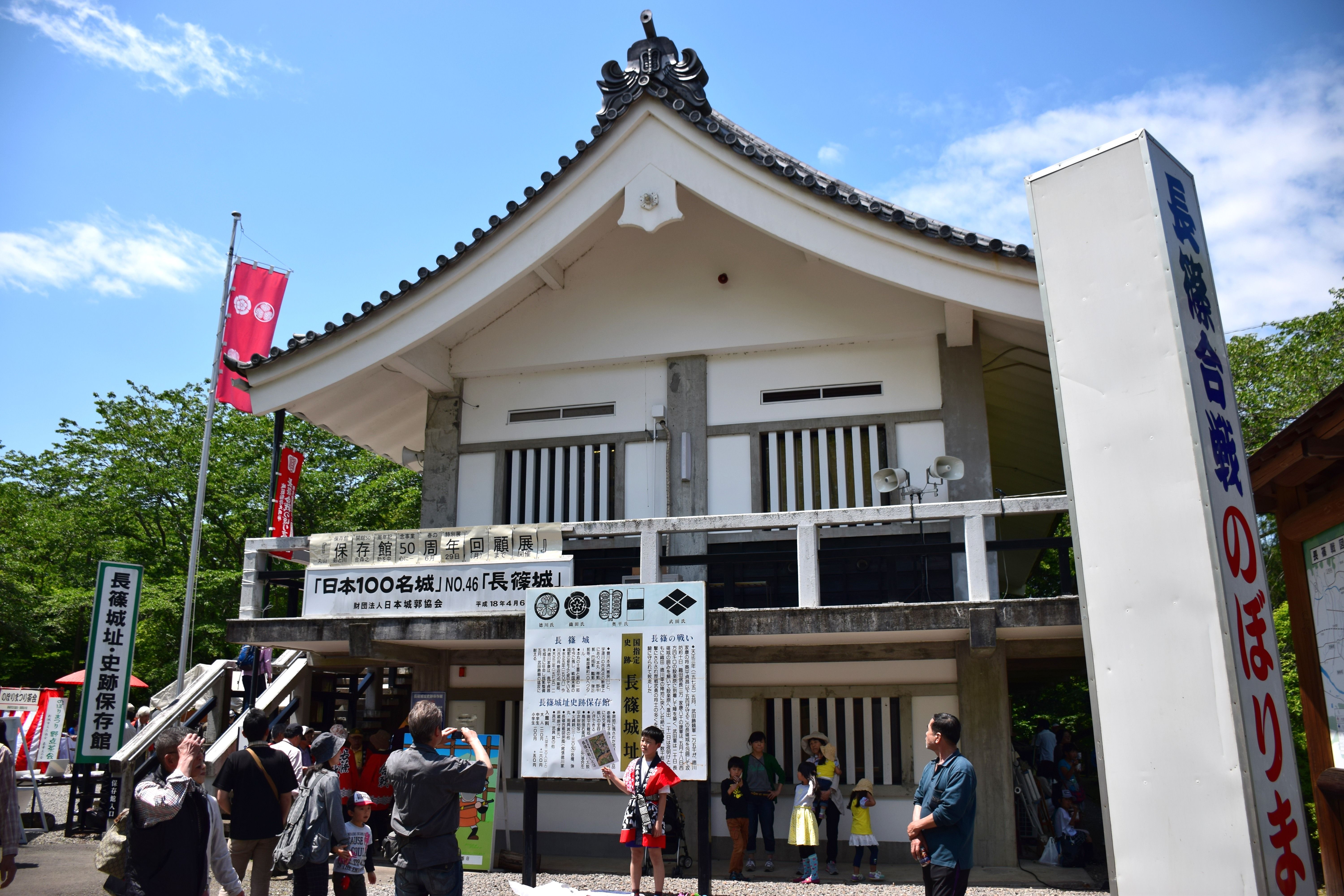
長篠城址史跡保存館

長篠城（ながしのじょう）は、三河国設楽郡長篠（愛知県新城市長篠）にあった日本の城。特に天正3年（1575年）の長篠の戦いに先立つ長篠城をめぐる攻防戦で知られる。
現在は国指定史跡に指定され、城跡として整備されている。

## 概説
地形変化の境目となるこの場所は、東三河と長野県方面と、静岡県と岐阜県方面の各所に至る陸上交通や東三河と河川の豊川で結ぶ水上交通が交わる交通の要所であった。

## 歴史・沿革

### 築城者
永正5年（1508年）、菅沼元成が築城したと伝えられる。元成以後、長篠城では俊則、元直、貞景、正貞が城主を務めている。

### 戦国時代
長篠菅沼氏が徳川家康に服属していた元亀2年（1571年）、武田信玄による三河侵攻の一端として、天野景貫によって攻められる。攻守双方の払った犠牲は大きかったが、陥落だけは免れた。その後、菅沼総領家・田峯菅沼氏から遣わされた使者の説得を受け、城主であった元成の直系玄孫・菅沼正貞は、心ならずも武田軍の圧力に屈した。
元亀4年（1573年）、武田家の当主であった武田信玄の病が悪化したことにより、前年末から続いていた武田軍の「西上作戦」は春には切り上げられ、武田軍は本国へ退却する。その途中で武田信玄は死去。
その間隙、徳川家康は長篠城を攻める。
天正元年8月（1573年）、城主・正貞は徳川軍に対して開城し、自らはそこから退去する。それ以降、正貞はその城に返り咲くことはなかった。
以後、長篠城は徳川家の城となり、徳川家康は武田軍の再侵攻に備えて、長篠城をさらに拡張し、防御力を高めた。（現在に残る本丸の大規模な土塁などはこの時のものと考えられている。）
天正3年5月21日（1575年6月29日）、父・信玄の跡を継ぐことになった武田勝頼が1万5千の兵を率いて長篠城を取込んだことによって長篠の戦いが始まった。
天正4年（1576年）奥平信昌が新城城を築城し、長篠城は廃城になったとされる。
元禄2年（1698年）、大身旗本の一色直興が知行替えで当地を領する。陣屋は長篠城跡の二の丸にあった。現在は代官家の林家屋敷跡の石碑が建つ。

### 近現代

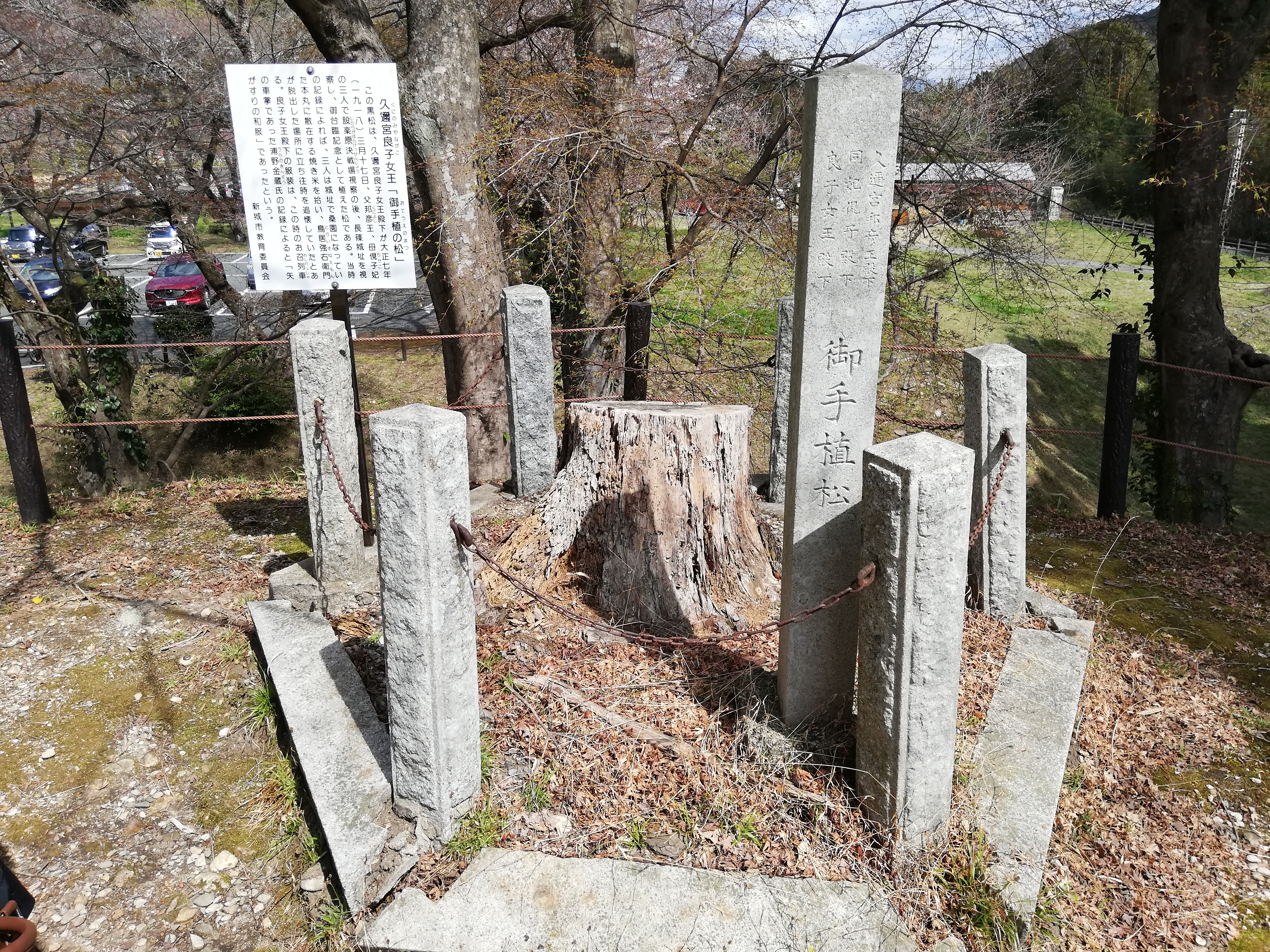
良子女王（香淳皇后）お手植えの松（大正7年3月17日）

1918年（大正7年）、久邇宮邦彦王が、俔子妃と良子女王（後の香淳皇后）を伴って御成り。松をお手植え。
1929年（昭和4年）、長篠城の城跡一帯が国の史跡に指定された。
その後、帯曲輪跡には「新城市立長篠城址史蹟保存館」が建設され、長篠の戦いの理解を助ける展示がされるようになった。
2006年（平成18年）4月6日、日本100名城（46番）に選定された。

## 遺構

### 城跡
主な遺構は、主郭北東部の「横矢掛け」を意識した土塁とその堀、野牛曲輪では物見櫓跡、厩跡とされる窪地や井戸があり、現存する曲輪は、本丸と野牛曲輪だけである。飯田線の鉄道は主郭とこの曲輪を画する土塁の上に敷設されている。
平成11年から平成18年にかけての発掘調査において、長篠城では前方の開けた平坦地に対して土塁と堀を巧みに配し、後方では崖地や河川といった自然地形を利用することで防御性の優れた縄張りであったことが判明した。当初造られた城の遺構面のうえに水平に盛土造成が行われ、その上部に現在みられる土塁や虎口が構築されたことも判明した。
なお現存建築物としては、新城市内の桃牛寺に弾正郭の門として使用されていたという山門が、長篠城→新城城→永住寺→桃牛寺と度重なる移築を経て現存している。

## 現地情報

### 所在地
- 愛知県新城市長篠字市場22-1

### 交通アクセス
- JR飯田線 長篠城駅から西へ徒歩で約7分。
- 新東名高速道路 新城インターチェンジより東へ車で約10分。

## 参考資料
- “三河国八名郡乗本村菅沼家文書目録解題”. 国文学研究資料館. pp. 85-108. 2021年9月19日閲覧。
- “寛政重脩諸家譜. 第2輯 - 国立国会図書館デジタルコレクション(３４３コマ)”. dl.ndl.go.jp. 2021年6月22日閲覧。